# 楊賢 (明鄭)
楊賢（生卒年不詳）為台灣明鄭時期中末期的文臣。西元1664年（鄭氏永曆十八年）入台任戶都事之職。1674年隨延平王鄭經西征清朝，至思明後又受命返回台灣監督洋船往販暹羅、咬留吧、呂宋等國，以資兵食。末代延平王鄭克塽繼位後，改任協理工官，以台灣軍需為由，規定所有村落民舍必須丈量周圍，並賦稅，但因百姓不滿而使此政策始終無法成功。